# Регалия
Регалия (от лат. regalis – царски) са изключителните права на върховния владетел (монарх), по-късно държавата.
Юристите разграничават regalia majora – всички права, произтичащи от същността на държавата и съставляващи необходимата принадлежност на върховната власт, например правото да облагат данъци, да се произнасят съдилища и т.н., и regalia minora – такива права от частноправен характер, които са изключени от обхвата на придобиване от частни лица и са изключително в ръцете на държавата, най-често за фискални цели (държавен монопол).
Материалните символи на царската (и друга, например, религиозна) власт се наричат инсигнии (а не регалии). Към тях спадат, например, корона, жезъл, меч, държава, митра и др.